# محوطه دیگاه
محوطه دیگاه در شهرستان رضوانشهر، بخش مرکزی واقع شده و این اثر در تاریخ ۲۷ بهمن ۱۳۸۲ با شمارهٔ ثبت ۱۰۹۶۱ به‌عنوان یکی از آثار ملی ایران به ثبت رسیده است.